# Weense Bible Moralisée C.V. 2554

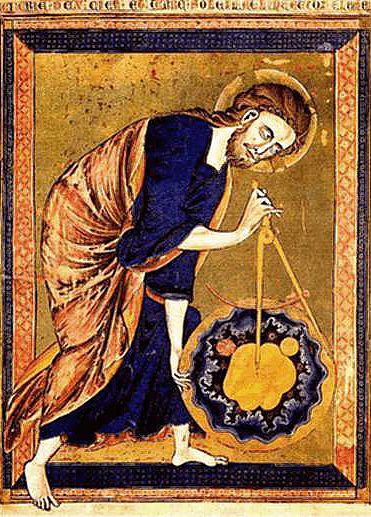
God die de wereld schept, miniatuur op het voorblad van de Bible Moralisée Parijs ca. 1220-1230. Österreichische Nationalbibliothek, Wenen 2554.

De Weense Bible Moralisée C.V. 2554 is een Bible moralisée die tussen 1220 en 1230 gemaakt werd in Parijs voor een onbekende opdrachtgever, waarschijnlijk uit de koninklijke familie. Het werk wordt nu bewaard in de Österreichische Nationalbibliothek als Codex Vindobonensis 2554. De Weense bibliotheek bezit nog een tweede Bible Moralisée de C.V. 1179. De codex 2554 werd geschreven in het Oudfrans, in tegenstelling tot de andere gelijkaardige manuscripten uit de 13e eeuw die in het Latijn waren gesteld.

## Geschiedenis
Deze twee handschriften die bewaard worden in Wenen zijn de oudste bewaarde Bibles Moralisées. Onderzoekers zijn het er niet over eens of het handschrift onafgewerkt bleef of dat er een deel verloren ging. Vroeger nam men aan dat dit handschrift uit de regio van Reims afkomstig was, maar tegenwoordig gaat men ervan uit dat ook dit handschrift in Parijs ontstond. Lowden meent dat ÖNB 2554 gemaakt werd in opdracht van Blanche van Castilië voor haar eigen gebruik, vroeg in de derde decade van de dertiende eeuw. Ook andere onderzoekers zijn deze mening toegedaan, maar deze hypothese kan niet via documenten gestaafd worden en staat dus nog steeds ter discussie.
Over de latere geschiedenis van het handschrift is eveneens weinig bekend, maar op het einde van de 16e eeuw werd een blad perkament met wapenschilden aan het handschrift toegevoegd. De wapens blijken van adellijke families uit Lotharingen te zijn en zijn benoemd. Bovenaan vinden we de families Beaupart en Beauvau-Craon, onderaan Lenoncourt en La Mark maar de grootste schilden in het midden zijn van de families Mercy en Luxembourg. Hieruit blijkt dat het handschrift waarschijnlijk in het bezit was van een van deze families die trouwens door huwelijken met elkaar verwant waren. In 1783 komt het manuscript terecht in de Wiener Hofbibliothek via een aankoop van het ganse fonds van het vrouwenklooster van Hall in Tirol Het handschrift wordt door de legers van Napoleon in 1809 als buit mee naar Frankrijk gevoerd, maar aan Oostenrijk gerestitueerd in 1815.

## Beschrijving
Het handschrift bestaat uit 131 genummerde folia uit perkament van actueel 260 x 344 mm groot. Het tekstblok binnen het manuscript varieert tussen 290/270 x 215/190 mm. Zich baserend op de middeleeuwse regels en standaarden schat Lowden dat de originele grootte van de perkamenten folia in de buurt van de 415 x 290 mm moet geweest zijn dus in lijn met de andere bewaarde manuscripten van Bibles Moralisées. Hieruit blijkt dat het boek in de loop van de tijd waarschijnlijk verscheidene keren werd heringebonden en vrij heftig getrimd werd.
Het manuscript begint met de beroemde miniatuur van God de Vader als architect van het universum, de rest van het werk bevat de teksten en miniaturen zoals beschreven in de paragraaf vormgeving. Het handschrift bevat 1040 miniaturen die de teksten behandelen uit de Bijbelboeken: Genesis; Exodus; Leviticus; Numerus (Numeri); Deuteronomium; Jozua; Rechters; Ruth; Regum .i. (1 Samuël); Regum .ii. (2 Samuël); Regum .iii. (1 Koningen); Regum .iiii. (2 Koningen).
De andere boeken van het Oude Testament zijn weggelaten en het Nieuwe Testament ontbreekt volledig. Vroeger dacht men dat een Bible Moralisée volledig moest zijn en overeenkomen met de Vulgaat, zoals dat het trouwens geval is voor de Bijbel van de Heilige Lodewijk, en men ging er bijgevolg van uit dat uit de ÖNB 2554 in de loop der jaren belangrijke delen verdwenen waren. Moderne onderzoekers namen aan dat dit niet het geval was maar dat het handschrift waarschijnlijk vroegtijdig werd afgebroken en dus nagenoeg in zijn oorspronkelijke vorm bewaard was gebleven. Lowden daarentegen, is in zijn recente studie van de Bibles Moralisées tot de conclusie gekomen, dat er een niet te gissen aantal katernen ontbreekt. In zijn huidige toestand na het herbinden in de twintigste eeuw heeft het manuscript niet meer de correcte volgorde zoals blijkt uit de behandelde Bijbelteksten.

## Vormgeving

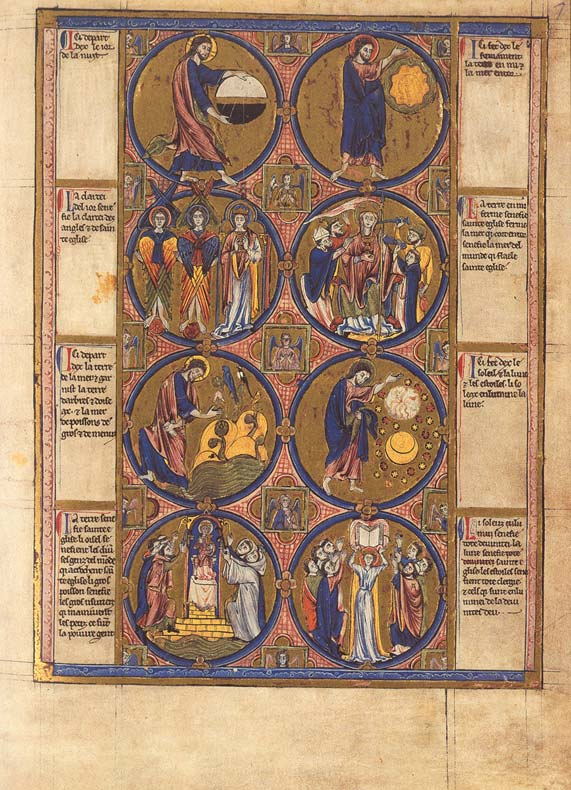
ÖNB 2554, f1r met teksten en scènes uit Genesis

De vroegste vier van deze Bibles Moralisées uit de eerste helft van de 13e eeuw hebben allemaal dezelfde basis lay-out. Op elke bladzijde zijn er twee kolommen met telkens vier miniaturen in een medaillon. De bovenste miniatuur van elk tweetal geeft de scène uit het Oude Testament weer, de onderste de verklaring naar het Nieuwe Testament, of een allegorische of mystieke betekenis van het Oudtestamentische verhaal. Naast de miniaturen zijn er twee smalle kolommen met de verklarende tekst. Als we de miniaturen over het Oude Testament A, B, C en D noemen en de daaraan toegevoegde verklarende miniaturen a, b, c, en d, dan ziet de pagina in dit handschrift er als volgt uit:
| txt | A | B | txt |
| txt | a | b | txt |
| txt | C | D | txt |
| txt | c | d | txt |

In ÖNB 2554 leest men de medaillons van links naar rechts en van boven naar onder in de andere vroege Bible Moralisées is dat van boven naar onder, kolom per kolom. Ook de teksten zijn hier anders gerangschikt dan in de die andere, ze staan hier aan de binnen en de buitenzijde van het tekst/figuur-blok, wat een zeer symmetrische bladspiegel oplevert.
Zoals in alle Bible Moralisées uit de dertiende eeuw werden de miniaturen geschilderd op twee tegenoverliggende bladzijden, maar de achterzijde van het perkament werd telkens blanco gelaten, om te vermijden dat de kleuren en tekeningen van de ene zijde die op de andere zijde zouden storen. Deze werkwijze maakte het boek extra kostelijk, het aantal benodigde folia werd hierdoor verdubbeld. De techniek is weliswaar niet uniek voor deze periode, voor een aantal luxueuze psalmboeken uit deze tijd werd dezelfde techniek toegepast, onder meer in het Ingeborgpsalter, eveneens een werk voor het koninklijk hof. Voor de teksten en miniaturen werd (voornamelijk) de haarzijde van het perkament gebruikt. De haarzijde is wat ruwer dan de vleeszijde, wat een betere hechting van inkt en pigmenten geeft.

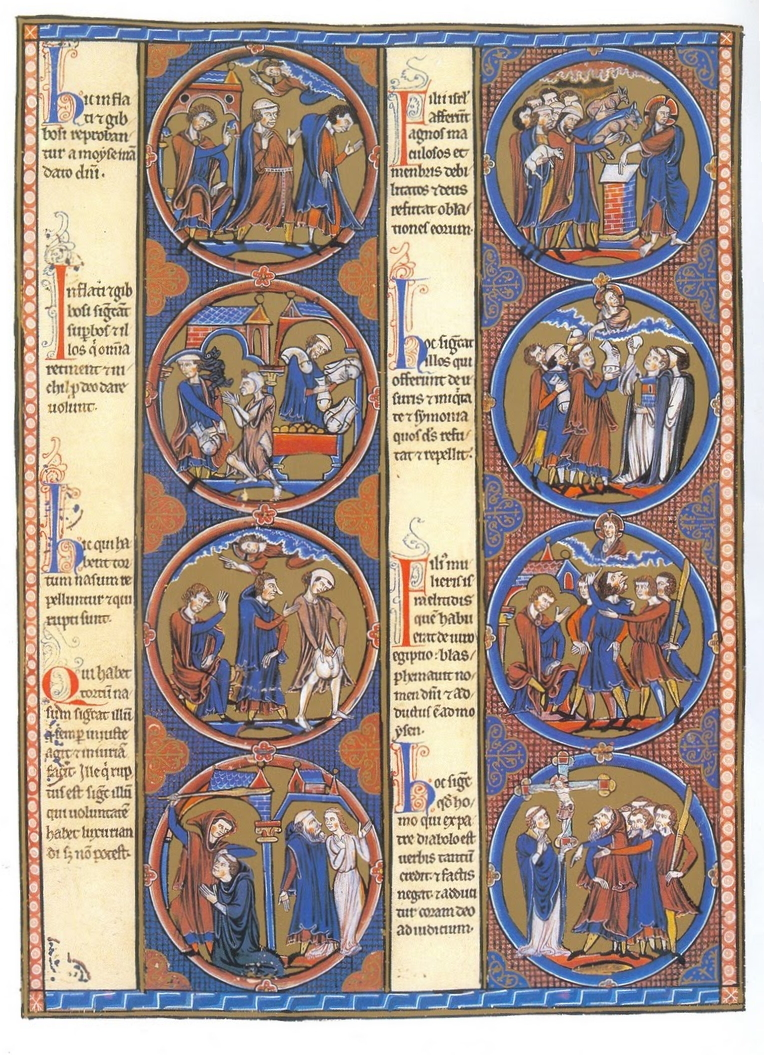
Bijbel van de Heilige Lodewijk, f58r met teksten en scènes uit Leviticus ter illustratie van de verschillende indeling

De indeling van het tekst/figuur-blok is zeer harmonisch. De tekstkolommen langs links en langs rechts zijn ongeveer 1/6 van het blok breed. De acht medaillons zijn verdeeld over de resterende 2/3 van het blok in twee kolommen van vier medaillons. Het tekst/figuur-blok is omkadert met een gouden boord en daarbinnen een geschilderd boordje met florale of geometrische figuren. De tekst is langs de beeldzijde ook met goud afgeboord en de vier teksten in elke kolom zijn gescheiden met een gouden boordje. De medaillons hebben een smalle gekleurde boord en zijn aan de raakpunten met de boorden en met elkaar verbonden met een gouden bloem. In de ruimte tussen de medaillons werden vierkanten over een vierpas gebruikt voor de decoratie. Ook deze vierkanten en de bladen van de vierpas hebben een gouden achtergrond. In de hoeken ziet men slechts een kwart en aan de randen de helft van deze decoratie. In het vierkant zijn engelenhoofden of figuren geschilderd. De medaillons hebben een achtergrond van gepolierd bladgoud. De achtergrond van het figuurblok is donkerblauw op de verso zijde en variërend tussen zalmroze en donkerrood op de recto zijde, voor de rand van de medaillons is dat net andersom. In die geschilderde achtergrond wordt de textuur van weefsel geïmiteerd. De horizontale geschilderde boordjes zijn blauw op de verso zijde en zalmroze op de recto zijde; voor de verticale boordjes is dat net andersom.
In de miniaturen werd er overvloedig gebruikgemaakt van blauw, rood-bruin, groen, rood geel tot citroengeel, oranje en sepia. De medaillons bevatten meestal één enkele scène, maar soms worden ze opgedeeld . Zoals de andere Bibles Moralisées geeft de ÖNB 2554 met zijn moralistische commentaren dikwijls de kritiek van de monastieke wereld op de leken weer. Hij toont in zijn miniaturen dan ook een staalkaart van het leven in de vroege dertiende eeuw met afbeeldingen van de mensen, de sociale groepen, gewoontes, kleding, werk en spel, deugden en ondeugden van de middeleeuwer. Het werk bevat ook talrijke anti-Semitische beelden.

## Gelijkaardige manuscripten
De Weense Bijbel ÖNB 2554 hoort bij de vier vroege Bibles Moralisées die ontstaan zijn in de periode tussen 1220 en 1234. Deze vier Bijbels lijken zeer sterk op elkaar maar vooral de Oxford-Parijs-Harley versie en de Toledo-Morgan versie zijn zeer sterk met elkaar verwant.
De oudste Bibles Moralisées, die trouwens zeer dicht bij elkaar aanleunen, zijn de exemplaren die bewaard worden in Wenen in de Österreichische Nationalbibliothek (Codex Vindobonensis 1179 en 2554), ze worden weleens de eerste generatie van Bibles Moralisées genoemd. Het handschrift ÖNB 1179 (246 folia) is echter veel uitgebreider dan het ÖNB 2554 (129 folia). ÖNB 2554 bevat slechts de Bijbelboeken Genesis tot 4 Koningen terwijl ÖNB 1179 nagenoeg het ganse Oude Testament beslaat. ÖNB 2554 is in het Oudfrans geschreven, ÖNB 1179 daarentegen in het Latijn. Hoewel ÖNB 1179 vollediger is wat de inhoud betreft, wijkt het toch sterk af van de Oxford-Parijs-Harley en van de Toledo-Morgan-Bijbel qua volgorde van de Bijbelboeken. De tweede generatie van Bibles Moralisées bestaat uit de handschriften Oxford-Parijs-Harley en de Toledo-Morgan-Bijbel. Deze tweede generatie volgt de Vulgaat veel meer uitgesproken dan de werken van de eerste generatie.

## Weblinks
- Eva Maria Raepple, Setting the Word into Motion: Textual Visuality inthe Bible Moralisée, Vienna Codex 2554

Codex Amiatinus · Anjou-Bijbel · Bury Bijbel · Bijbel van de Heilige Lodewijk · Gotische Bijbel · Middelfrankische Rijmbijbel · Rado-Bijbel · Rijmbijbel · Ripoll-bijbels - Souvigny-Bijbel · Speyer-fragment · Tweede Bijbel van Karel de Kale · Weense Bible Moralisée C.V. 1179 · Weense Bible Moralisée C.V. 2554 · Weense Genesis · Wenceslaus-Bijbel · Zwolse Bijbel